# Лавлок, Джек
Джек Лавлок — новозеландский легкоатлет, который специализировался в беге на средние дистанции. Олимпийский чемпион 1936 года в беге на 1500 метров с мировым рекордом — 3.47,8. Чемпион Игр Британской империи 1934 года в беге на 1 милю. На Олимпиаде 1932 года также бежал дистанцию 1500 метров, на которой занял 7-е место.

## Биография
Учился на медицинском факультете университета Отаго. В 1931 году получил стипендию Родса и был зачислен в колледж Эксетер Оксфордского университета, который с успехом закончил в 1934 году. Во время учёбы он стал заниматься бегом в легкоатлетическом клубе Оксфорда, и на соревнованиях установил рекорд Великобритании на 1 милю — 4.12,0. В 1933 году на соревнованиях между университетами в Принстоне установил мировой рекорд на 1 милю — 4.07,6. В 1937 году опубликовал книгу «Лёгкая атлетика для здоровья». В 1945 году женился на Синтии Джеймс Уэллс, которая родила ему двух дочерей. После завершения спортивной карьеры работал в Королевском медицинском корпусе. В 1947 году стал работником одной из больниц в районе Манхэттен в Нью-Йорке. В 1948 году стал помощником директора департамента, специализирующегося на лечении детского паралича. Погиб в 1949 году, когда во время приступа головокружения он упал на пути метро под движущийся поезд.